# Tyson Houseman
Tyson Houseman, kanadski filmski igralec, *9. februar 1990, Edmonton, Alberta, Kanada.

## Zgodnje in zasebno življenje
Tyson Houseman se je rodil 9. februarja 1990 v Edmontonu, Alberta, Kanada, kot sin staršev s staroselskimi in indijskimi koreninami. V prostem času uživa v bordanju, igranju kitare in rolkanju.

## Kariera
Tyson Houseman je s svojo igralsko kariero začel letos z igranjem v filmu Mlada luna, kjer je igral volkodlaka Quila Atearo, enega izmed najboljših prijateljev volkodlaka Jacoba Blacka (ki ga je igral Taylor Lautner). Isto vlogo bo imel tudi v nadaljevanju sage Somrak, filmu Mrk, ki v kinematografe pride leta 2010.

## Filmografija
| Leto | Naslov     | Vloga       | Ostalo         |
| ---- | ---------- | ----------- | -------------- |
| 2009 | Mlada luna | Quil Ateara | Stranska vloga |
| 2010 | Mrk        | Quil Ateara |                |